# A 12 apostol evangéliuma
A 12 apostol evangéliuma (ógörögül: τους Δώδεκα Ευαγγελιον) egy elveszett, pontosabban csak kis számú töredékeiben fennmaradt evangélium, újszövetségi apokrif irat.
A töredékek vizsgálata alapján nehéz következtetni magára a teljes műre. Az bizonyos, hogy az Ószövetség, és más keleti vallások hatása alatt áll a szövege. Egyesek, feltételezve a mű zsidókeresztény voltát, a Héberek evangéliuma, mások az Ebioniták evangéliuma című apokrif iratokkal próbálták meg azonosítani – eddig sikertelenül. Az egyházatyák közül Órigenész, Szent Jeromos, Theophilosz, Theophilatosz és Beda Venerabilis említi. A töredékek fordítását 1909-ben adta ki Maruta.